# Fronte Popolare Panrusso
Il Fronte Popolare Panrusso (in russo Общероссийский Народный Фронт?) è una coalizione di partiti politici russi a sostegno del Presidente Vladimir Putin. Il principale partito è Russia Unita.
Dalla sua nascita ha la maggioranza assoluta alla Duma. L'ideologia ufficiale è costituita dal putinismo, dal conservatorismo nazionale e dal patriottismo, più le ideologie dei vari partiti membri, e componenti di ultranazionalismo, imperialismo e antioccidentalismo (contro l'Unione europea, la NATO e talvolta contro gli Stati Uniti, tutti tacciati di russofobia e "euro-fascismo", e avversione alla Germania e all'Ucraina accusate di "nazismo"). Dopo le rivoluzioni colorate la Russia sotto il governo di Putin e dei collaboratori Dmitrij Medvedev e Vjačeslav Volodin si è orientata verso un netto ultra-conservatorismo e sciovinismo con sentimenti di gingoismo e revanscismo volti a recuperare la sfera di influenza.
Il Fronte si contrappone alla Coalizione Socialista di Gennadij Zjuganov, formata attorno al Partito Comunista della Federazione Russa (opposizione sistemica neo-stalinista), che sostiene anch'essa di fatto il governo su molti temi compresa la politica estera, la rivalutazione dell'URSS e la repressione interna. A destra del fronte si collocano invece gruppi come il Partito Liberal-Democratico di Russia (ultraconservatori neo-zaristi) e il Club dei Patrioti Combattenti, espressione dei cosiddetti Patrioti Z (con elementi trasversali neosovietici e ultranazionalisti), fondato da Igor' Girkin.

## Partiti membri
| Partiti       | Leader Duma      | Seggi     |
| ------------- | ---------------- | --------- |
| Russia Unita  | Dmitrij Medvedev | 324 / 450 |
| Russia Giusta | Sergej Mironov   | 27 / 450  |
| Rodina        | Aleksej Zuravlëv | 1 / 450   |

Il Partito Agrario di Russia, già membro, è stato sciolto per mancata partecipazione alle elezioni nel 2019. Il partito Nuova Gente, formalmente indipendente, è considerato anch'esso vicino al Fronte.